# 319P/Catalina-McNaught
319P/Catalina-McNaught, komet Jupiterove obitelji, objekt blizu Zemlje